# Franz Obert
Franz Obert, Szinnyeinél Obert Ferenc (Felsőtatárlaka, 1828. január 6. – Brassó, 1908. szeptember 9.) erdélyi szász evangélikus lelkész, író, iskola-reformátor, politikus.

## Élete
Felsőtatárlakán született, ahol apja, Daniel Obert szintén lelkész volt. Franz a medgyesi evangélikus gimnáziumba járt, majd jogot tanult a kolozsvári és a lipcsei egyetemen. 1848-ban a szászországi forradalmi mozgalmakban való részvétele miatt elfogták és kiszolgáltatták Kuefstein grófnak, a császári és királyi osztrák követnek, aki aztán hazaküldte.
1852-től a medgyesi gimnáziumban tanított. 1860 májusában Sályára választották meg lelkésznek; buzgalmat fejtett ki az egyházi és politikai téren. 1861-ben az erdélyi szász egyháztanács tagjának választotta. A medgyesi szék kiküldte az 1863–1864-es erdélyi országgyűlésre Nagyszebenbe, ahol jegyző volt és a vitatkozásokban élénk részt vett; innen a bécsi birodalmi gyűlésre küldték, ahol a baloldalon működött. 1869-ben Baromlaka, 1872-ben Ecel, 1881-ben Brassó választotta meg lelkészének.
Dédunokája Gernot Nussbächer, európai szinten ismert történész.

## Munkássága
Baromlakán megtartotta az első néptanítói kiképzési tanfolyamot, Ecelen dr. Schwab rendszere szerint létesítette az első népiskolai kertet. 1870-ben megalapította a szász tanítók egyesületét (Lehrerverein), mely a pedagógusok képzését segítette elő; iskolai rendszabályzatot dolgozott ki, és keresztülvitte, hogy a szemináriumokban ne tanítsák a latin nyelvet. Midőn a kormány a magyar nyelvet tette kötelezővé a törvényszékeken, Obert a német nyelv mellett foglalt állást és mozgalmat indított. Brassóban 1883-ban szász nevelőintézetet, tanulók felruházását intéző egyletet, betegápolást, iparostanonc-otthont létesített, és szorgalmazta, hogy nők is lehessenek pedagógusok. Az 1898-ban leleplezett Johannes Honterus-szobor létesítését is előmozdította; ez alkalomból a Berlini Egyetem bölcseleti kara tiszteletbeli doktori címet adományozott neki.
1861-től a Schul- und Kirchenzeitung, 1866-tól a Schul- und Kirchenboten újságot szerkesztette, utóbbit 23 éven keresztül irányította. Oktatóanyagokat és tankönyveket írt, történészként több szász személyiségről (például Stephan Ludwig Rothról) is monográfiát készített, néprajzkutatóként is dolgozott.

## Művei
- Deutsches Lesebuch. Nagyszeben, 1859, 1861. Két kötet. (I. 4. kiadás 1865. II. 2. bőv. kiadás 1863.).
- Schulwandkarte von Siebenbürgen. Gotha, 1861.
- Bericht über die erste Hauptversammlung des ev. Hauptvereins der Gustav-Adolf-Stiftung für Siebenbürgen, abgehalten in Mediasch am 5. u. 6. August 1862. Brassó, 1863.
- Vortrag gehalten zu Worms in der VII. Hauptversammlung des ev. Vereins der Gustav-Adolf-Stiftung am 28. August 1867 vom Abgeordneten des siebenb. Hauptvereins… im Schaal. Nagyszeben, 1867. (Különny. a Schul- und Kirchenboteból).
- Vaterlandskunde für die siebenb.-sächs. Volksschulen. Nagyszeben, 1870.
- Mittheilungen aus der Lehrer-Zusammenkunft in Wurmloch. Nagyszeben, 1870.
- Untersuchungen und Wohlmeinungen über Ackerbau und Nomadenwesen. Aus dem Nachlasse Stephan Ludwig Roths. Brassó, 1872. (Különny. a Kronstädter Zeitungból).
- Reden von Franz Obert und Heinrich Wittstock am Grabe Franz Gebbels. Brassó, 1880.
- Schul und Handwerk. Brassó, 1884. (Névtelenül).
- Die Frauenfrage. Brassó, 1884.
- Lasst ab von der Dreifelderwirthshaft. Brassó, év n. (Kronstädter Flugblatt 1. Névtelenül).
- Unser Export und dessen Erhaltung. Vortrag. Brassó, 1885.
- Sonntagsruhe und Sonntagsfeier. Brassó, 1885. (Kronstädter Flugblatt 2. Névtelenül).
- Über Waisenerziehung. Brassó, 1885.
- Neues deutsches Lesebuch mit Rücksicht auf die «Vollzugsvorschrift». Mit Bildern versehene Auflage. Brassó, 1888, 1892-1893. Három kötet. (I. 2. kiadás, II. 6. újra átdolg. kiadás. III. 5. k.).
- Unser ländliches Volksbildungsschulwesen. Der sechste siebenb.-sächs. Lehrertag abgehalten am 19. und 20. August in Reen. Nagyszeben, 1894.
- Obert-Morres, Neues deutsches Lesebuch mit Rücksicht auf die Vollzugsschrift. Mit Bildern. I. II. u. IV. Teil. Brassó, 1895. (I. 1. 2. átdolg. k. II. 7. átdolg. IV. 4. átdolg. k.).
- Heimatkunde für die siebenb.-sächs. Volks- und Bürgerschulen. Brassó, év n. (2. kiadás).
- Sächsische Lebensbilder. Bécs, 1896. (Megjelent cikkek).
- Stephan Ludwig Roth. Sein Leben und seine Schriften. Bécs, 1896. Két kötet. (Ism. Korr. f. Lkde XIX.).
- Zur Geschichte des Honterusdenkmals. Brassó, 1898. (2. kiadás).